# Makian (wyspa)
Makian, także: Makean, Makeang lub Kie Besi (indonez. Pulau Makian) – wyspa w Indonezji na Morzu Moluckim w archipelagu Moluków na zachód od Halmahery i na południe od Tidore; powierzchnia 55 km²; 12 394 mieszkańców (2010).
Jest to czynny wulkan, erupcje miały miejsce w latach 1646, 1760, 1861–1864, 1890, 1988.

## Położenie
Znajduje się na Morzu Moluckim, na południe od wyspy Ternate.

Stare zdjęcie Ngofakiaha. W tle widać zabudowania.

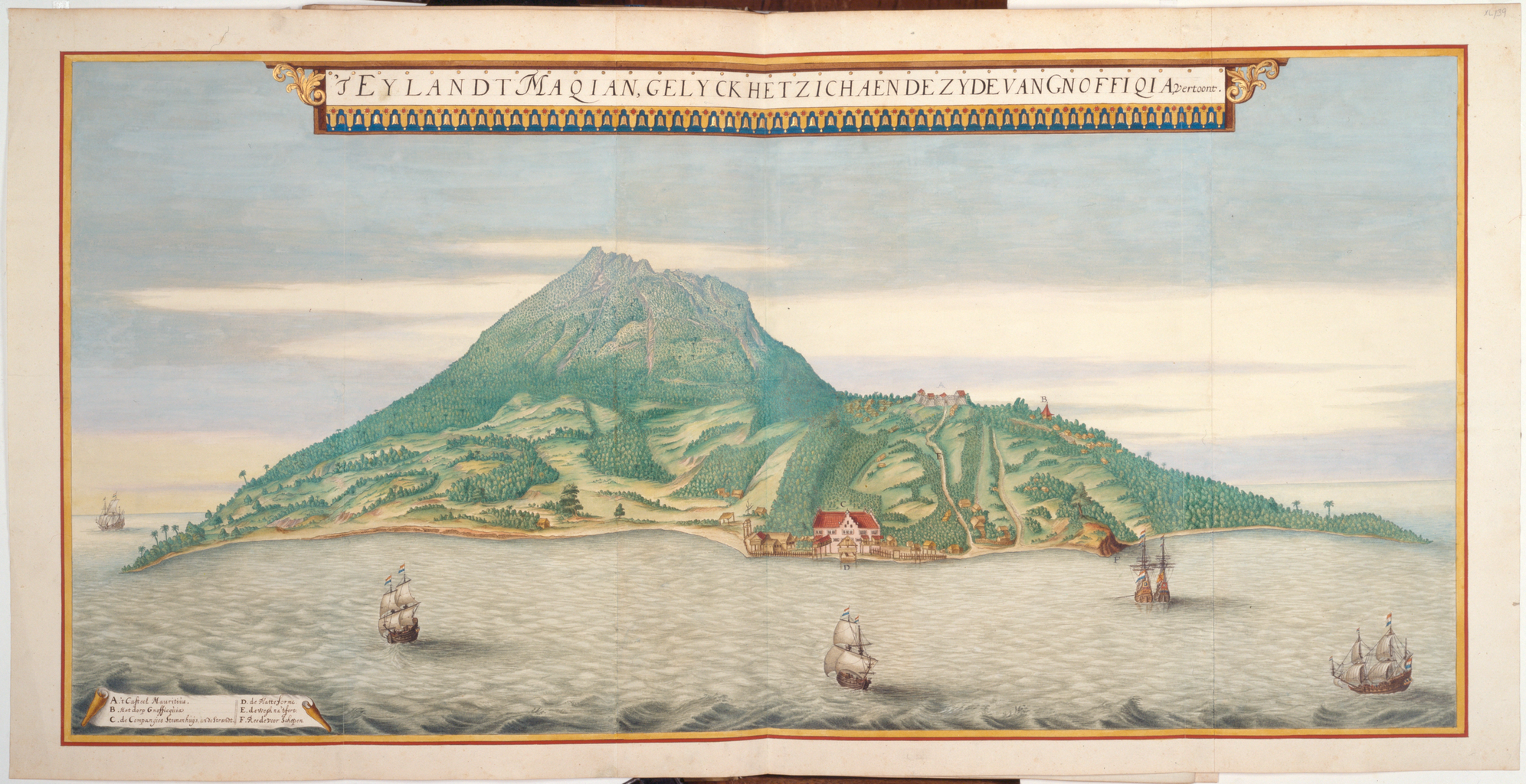
Makian

## Rozmiary
Makian ma szerokość około 10 km, a powierzchnia wynosi 55 km².

## Ludność i język
Ludność Makian posługuje się dwoma niespokrewnionymi ze sobą językami, makian zachodnim (moi) oraz makian wschodnim (taba).
Lokalne nazwy wyspy to: Taba (używana przez grupę wschodnią) i Moi (używana przez grupę zachodnią). Inne określenia to „Kie Besi” i „Mara” (z języka ternate).

## Atrakcje turystyczne
- Ngofakiaha – jedna z głównych osad Makian. Można tam wypić zimne napoje bądź zjeść tutejsze słodycze z orzechów kenari[15].
- Benteng Maurizius – mur będący głównym zabytkiem wyspy. Obecnie zarasta i rozpada się. Obejmuje spory obszar[15].
- Kiebesi (lub Wakiong)[16] – ogromny krater, szlak prowadzący na niego jest trudny ze względu na porastające go rośliny[15].

## Transport
Wyspa posiada jedynie transport wodny.

## Historia
Od XVII do początku XX w. wyspa znajdowała się pod kontrolą Sułtanatu Ternate. Od zakończenia II wojny światowej należy do Indonezji.
W latach 70. XX w. podjęto decyzję o przesiedleniu ludności wyspy do regionu Malifut na Halmaherze (kabupaten Halmahera Utara), z powodu zagrożenia wulkanicznego.